# Freddy Deghilage
Freddy Deghilage (ur. 30 sierpnia 1943 w Hornu, część Boussu, zm. 4 sierpnia 2011 w Godinne w gminie Boussu) – belgijski i waloński samorządowiec oraz nauczyciel, w 2004 przewodniczący Parlamentu Francuskiej Wspólnoty Belgii, minister w rządzie tej wspólnoty.

## Życiorys
Z zawodu nauczyciel geografii i przedmiotów ścisłych, pracował jako dyrektor szkoły w Saint-Ghislain, a od 1999 do 2000 tymczasowo kierował Intercommunale de Salubrité Publique du Hainaut. Został członkiem Partii Socjalistycznej. W latach 1977–2006 był radnym Saint-Ghislain, wchodził także w skład władz miejskich jako échevin (1983–1994), zaś od 1995 do 2006 pozostawał burmistrzem. Od 1994 do 1995 tymczasowo oddelegowany do federalnego Senatu w zastępstwie za innego polityka. Od 1994 do 2009 członek rady Francuskiej Wspólnoty Belgii, w 1995 przekształconej w Parlament Francuskiej Wspólnoty Belgii. Zajmował w nim funkcję sekretarza i pierwszego wiceprzewodniczącego, a od 6 do 18 lipca 2004 przewodniczącego.